# Braisnes-sur-Aronde

Braisnes-sur-Aronde este o comună în departamentul Oise, Franța. În 1 ianuarie 2022 avea o populație de 175 de locuitori.